# Cnidium
Genre
Cnidium est un genre de la famille des Apiaceae dont les espèces sont trouvées en Eurasie et en Amérique du Nord. Il ne compte, en Europe, que quelques espèces.

## Liste des espèces
Selon Plants of the World Online, le genre compte les espèces suivantes:
- Cnidium bhutanicum M.F.Watson
- Cnidium cnidiifolium (Turcz.) Schischk.
- Cnidium dauricum (Jacq.) Fisch. & C.A.Mey.
- Cnidium divaricatum (Jacq.) Ledeb.
- Cnidium japonicum Miq.
- Cnidium monnieri (L.) Cusson
- Cnidium silaifolium (Jacq.) Simonk.
- Cnidium warburgii H.Wolff

### Liste des espèces européennes
- Cnidium dubium (Schkuhr) Thell (synonyme de Kadenia dubia (Schkuhr) Lavrova & V.N.Tikhom.)
- Cnidium monnieri (L.) Cusson
- Cnidium silaifolium (Jacq.) Simonk  (synonyme de Katapsuxis silaifolia (Jacq.) Raf)